# Das große Buch der deutschen Fußballvereine
Das Große Buch der deutschen Fußballvereine ist ein deutschsprachiges Nachschlagewerk für deutsche Fußballklubs, das im Kasseler Agon-Sportverlag erscheint.

## Geschichte
Das von den Journalisten und Fußballhistorikern Hardy Grüne und Christian Karn verfasste Werk erschien erstmals 1992 noch allein von Grüne verfasst unter dem Titel „Who is who der deutschen Fußballvereine“. Die dritte Auflage wurde 2001 unter dem Titel „Vereinslexikon“ herausgebracht.
Die einzelnen Vereine werden mit vollständigem Namen einschließlich Namens- und Fusionschronologie, Vereinsfarben und Adresse dargestellt. Des Weiteren sind die Vereinserfolge und Platzierungen sowie die bislang genutzten Stadien des jeweiligen Klubs und der Zuschauerschnitt erfasst. Eine Wappenchronologie zu jedem einzelnen Klub sowie rund 300 historische und aktuelle Stadionfotos runden das Werk ab. Die im Oktober 2009 erschienene vierte Auflage enthält zu jedem der ca. 3500 beschriebenen Vereine nunmehr auch einen einleitenden Text, in dem die Geschichte des betreffenden Klubs dargestellt wird. Redaktionsschluss der aktuellen Auflage war der 30. August 2009, mithin ist die jeweilige Vereinsgeschichte bis zum Ende der Saison 2008/09 berücksichtigt. Kritiker würdigten die 2001 erschienene Vorauflage als verlässliches und fleißiges Kompendium.

## Aufnahmebedingungen
In das „Große Buch der deutschen Fußballvereine“ hat Hardy Grüne alle an der Endrunde um die deutsche Meisterschaft von 1903 bis 1963 sowie der Endrunde um die Regionalmeisterschaften Nord, West, Berlin, Süd, Mitte, Südost und Balten von 1903 bis 1933 teilnehmenden Mannschaften aufgenommen. Zudem enthält es alle Vereine der Spielklassen:
- Erstklassigkeit:
  - Oberliga 1945–1963
  - DDR-Oberliga
  - Saarlandliga
  - Bundesliga
- Zweitklassigkeit:
  - 2. Divisionen bzw. Amateurligen Süd, Südwest, West, Nord, Berlin (dort erst ab der Eingleisigkeit 1950)
  - DDR-Liga mit ihren ein bis fünf Staffeln ab 1950
  - Regionalligen 1963 bis 1974
  - 2. Bundesliga
- Drittklassigkeit:
  - Amateurligen bzw. Landesligen in Süd, Südwest und West, in Nord und Berlin jedoch erst ab 1963
  - Amateuroberligen (eingeführt 1974 im Norden, 1978 in der restlichen Bundesrepublik)
  - Regionalligen 1994 bis 2008.
- Viertklassigkeit:
  - Amateuroberligen 1994 bis 2008.
  - Regionalliga seit 2008.

Die nunmehr fünftklassigen Oberligen sind nach der Ligareform zur Saison 2008/09 ab diesem Zeitpunkt aus Raumgründen nicht mehr berücksichtigt. Eine Einarbeitung wurde jedoch ausweislich des Vorworts für die nächste Auflage des Buches in Aussicht gestellt.
Darüber hinaus enthält es die Meister der vor 1933 bestehenden Verbände ATSB, DJK, Rotsport und Deutsche Turnerschaft.